# Giải bi đá trên băng vô địch châu Âu 1975
Giải bi đá trên băng vô địch châu Âu 1975 được tổ chức tại Palais des Sports ở Megève, Pháp từ 11 đến 14 tháng 12.

## Nam

### Bảng xếp hạng
| Thứ hạng | Quốc gia  |
| -------- | --------- |
| 1        | Na Uy     |
| 2        | Thụy Điển |
| 3        | Scotland  |
| 4        | Đức       |
| 5        | Thụy Sĩ   |
| 6        | Pháp      |
| 7        | Đan Mạch  |
| 8        | Ý         |

## Nữ

### Bảng xếp hạng
| Thứ hạng | Quốc gia  |
| -------- | --------- |
| 1        | Scotland  |
| 2        | Thụy Điển |
| 3        | Thụy Sĩ   |
| 4        | Pháp      |
| 5        | Na Uy     |
| 6        | Ý         |
| 7        | Đức       |